# Казерер, Моника
Мо́ника Ка́зерер (нем. Monika Kaserer; род. 11 мая 1952, Нойкирхен-ам-Гросфенедигер) — австрийская горнолыжница, выступавшая в слаломе, гигантском слаломе и скоростном спуске. Представляла сборную Австрии по горнолыжному спорту в 1969—1980 годах, двукратная бронзовая призёрка чемпионатов мира, победительница пяти этапов Кубка мира, обладательница малого Хрустального глобуса, четырёхкратная чемпионка австрийского национального первенства, участница двух зимних Олимпийских игр.

## Биография
Моника Казерер родилась 11 мая 1952 года в ярморочной коммуне Нойкирхен-ам-Гросфенедигер, Зальцбург. Занималась горнолыжным спортом с раннего детства, проходила подготовку в местном лыжном клубе Union SC Neukirchen.
В 1969 году в возрасте шестнадцати лет вошла в основной состав австрийской национальной сборной и дебютировала в Кубке мира.
Благодаря череде удачных выступлений удостоилась права защищать честь страны на зимних Олимпийских играх 1972 года в Саппоро — в слаломе по сумме двух попыток стала седьмой, в гигантском слаломе финишировала тринадцатой, тогда как в скоростном спуске закрыла тридцатку сильнейших. При этом в комбинации, не входившей тогда в олимпийскую программу, показала четвёртый результат.
В 1973 году одержала две победы на этапах Кубка мира и завоевала малый Хрустальный глобус в зачёте гигантского слалома.
Побывала на чемпионате мира 1974 года в Санкт-Морице, откуда привезла награду бронзового достоинства, выигранную в комбинации — пропустила вперёд только француженку Фабьенн Серра и представительницу Лихтенштейна Ханни Венцель. В остальных дисциплинах попасть в число призёров не смогла, но была близка к призовым позициям: стала седьмой в слаломе, пятой в гигантском слаломе и четвёртой в скоростном спуске.
Находясь в числе лидеров главной горнолыжной команды Австрии, Казерер благополучно прошла отбор на домашние Олимпийские игры 1976 года в Инсбруке. На сей раз в слаломе провалила первую попытку и не показала никакого результата, в гигантском саломе заняла шестое место, а в скоростном спуске — девятое.
После инсбрукской Олимпиады Моника Казерер осталась в основном составе австрийской национальной сборной и продолжила принимать участие в крупнейших международных соревнованиях. Так, в 1978 году она выступила на мировом первенстве в Гармиш-Партенкирхене, где стала бронзовой призёркой в программе слалома, здесь её обошли соотечественница Леа Зёлькнер и немка Памела Бер.
Впоследствии оставалась действующей спортсменкой вплоть до 1980 года, пыталась пройти отбор на Олимпийские игры в Лейк-Плэсиде, но из-за слишком высокой конкуренции в команде не смогла этого сделать и вскоре приняла решение покинуть большой спорт. В течение своей спортивной карьеры Казерер в общей сложности 42 раза поднималась на подиум различных этапов Кубка мира, в том числе десять этапов выиграла. Дважды занимала второе место в общем зачёте всех дисциплин, оба раза уступала доминировавшей в то время титулованной соотечественнице Аннемари Мозер-Прёль. Является, помимо всего прочего, четырёхкратной чемпионкой Австрии по горнолыжному спорту.
Завершив спортивную карьеру, многие годы работала лыжным инструктором.
В 1999 году была награждена золотым знаком почётного знака «За заслуги перед Австрийской Республикой».